# おぼっちゃまくんの登場人物一覧
おぼっちゃまくんの登場人物一覧では、小林よしのり原作の漫画およびテレビアニメ、『おぼっちゃまくん』の登場人物について解説する。

## 主要人物
御坊茶魔（おぼう ちゃま）
声 - 神代智恵（神代が産休時の代役（第135話 - 第137話）は横山智佐）
御坊財閥の跡取り息子で第999代当主。誕生日は4月1日。身長123センチメートル。血液型AB型。田園調布学園初等部の5年生。11歳。頭の上に一本の角状の突起があるが、これは髪型ではなく頭蓋骨の形状によるものである。
早くに母親・和貴子を亡くし、父親に厳しく（?）育てられる。我侭で卑しい性格だが、情に厚く、奇想天外な発想と行動力で友達のピンチを幾度と無く救う。「あわてるな、じっくり行け」という父親の教えから、亀の上に乗って移動する。父親の事を尊敬しており、父を目標としている。体力は友人らに赤ちゃん並と評されるほど酷く(袋小路と戦った時にプロレス技をかける程度の力はみせている為、力だけは人並にはある)、走る事にかけては亀にすら負けるほどで、勉強もほとんど出来ない上に、異常な過保護下で育てられているため自己管理能力も皆無である（アニメ化後は原作で「甘えん坊将軍」と呼ばれたこともある）。ただし危機に陥ると潜在能力を発揮し、作中では、人を担いだまま電車より速く走る、便所の尻拭きから会社を興す、機転を利かせ圧倒的な数のカエ類（カエル人間）を撃退する、などの異能を見せた。
1人称は「ぽっくん」言葉遣いは「〜でしゅ」や「〜ぶぁい」などの幼稚な博多弁で、「ともだちんこ」（それをネタにして一度「ともだうんこ」と発言している）のような彼の発する特殊な言語は「茶魔語」と呼ばれる。御坊家が茶魔のために使う金額は日本の防衛費のほぼ半分に匹敵し、月々の小遣いは1,500万円（後に2,000万に上がった）。好物は鶴岡八幡の和菓子「いたらき」（鶴屋八幡の「いただき」という実在の和菓子がモデル）。耳には砂金、涙腺には真珠、鼻には黒真珠、歯にはダイヤモンド、ヘソにはエメラルド、尻には金塊を詰めており（総額時価三億円相当）、「歩く身代金」の異名も持つ。身の危険が及ばぬように厳重な監視体制が敷かれているが、結構な頻度で危ない目に遭っている。一度は誘拐された時に自身の機転と金の力で誘拐犯を改心させた事もある。
洋服は基本的にオーダーメイドのタキシード一種類しかないが（連載初期は違うデザインの私服を着用する描写も何度か見受けられる。アニメ版では茶魔用に複数の種類の洋服が存在しているが、お気に入りしか着ていない事になっている）、それは幼少期に亡き母自らデザインしたものであり、御坊家内の巨大倉庫に成長後を想定したサイズのものが一生分置いてあり、毎日新品が着られるようになっている。
幼い頃から漏らしてしまう癖があり、医者に診てもらったところ「お漏らしは、友達がいない寂しい子供に多い」と言われる。そこで母の和貴子が茶魔の股間をなでながら「ともだちんこ」と一晩中おまじないをかけたところ、たちまちにしてお漏らしが治ったという過去がある。大統領閣下にともだちんこをしたために父からともだちんこを禁じられた時は、お漏らし癖が再発してしまった。
食べ物に関する感覚が普通の人とはかなり違う。貧ぼっちゃまの持ってきたお弁当（マッチ箱製の重箱にご飯粒（高級料亭などで仕入れたらしい）が1個ずつ入ったもの）を自分の特大重箱と取替えてしまったり（貧ぼっちゃまにはかき込みながらもまずいと嫌がられた）、チーズ蒸しパンも紙についた箇所だけを食べ、蒸しパン自体はゴミとして柿野達にあげてしまった。
後に父が不在の時に御坊家を破産させてしまうが、周囲の協力を得て立て直す事に成功している。父の再婚相手である美々美とは仲が悪い。
御坊家の歴代当主は奇数代の者は茶魔の顔に似ており、名前に「茶」が付いている。遠足の時に自らに危険が及ぶのを恐れて、一時的に改名した事もあるが、改名後の名前にも「茶」を付けている。
茶魔自らなったキャラクター
絶交仮面
どこの誰かは知らないと、茶魔本人だけが思っているヒーロー。けれど、誰もがみんな（正体を）知っている。茶魔が亀光から聞いた『月光仮面』（アニメ版では『日光仮面』）の話に感化された際に誕生。必殺技は、角で相手の肛門をつつく「ぜっこーもん」、学校の校門を引き抜いて攻撃する「がっこーもん」など。後にドクター・モオとの戦いで「スーパー絶交仮面」となり、鎧の棘が伸びており、飛行能力に加え茶魔のうぶ毛に反応して鎧のトゲが逆立ち、ヤマアラシのように敵へと刺さる能力が追加された。アニメ版のみの設定だが股間につける亀は乗亀隊のピエールではないと力が出せない（カトリーヌが担当した時は全くパワーが出なかった）。本人の意思とは裏腹に迷惑を周囲にばらまいて被害が拡大した事もある。
茶魔コップ
『ロボコップ』を外見のモデルとしたパロディ。茶ーミネーターとは違い、凄まじい戦闘能力を持ち、生身の一日警察官の時点で取り逃がした凶悪犯を逮捕している。
仮面（亀ン）茶魔ダー
ドクター・モオに改造人間にされた時の茶魔。だが脳改造寸前に柿野くんと沙麻代に救出されたことで正義の心だけは失わずに済んだため、同じく改造され悪事に走るクラスメート達を止めるために立ち上がる。必殺技は悪を改心させ洗脳を解く「ともだちんこタッチ」。特殊技に「茶魔ダー管理人攻撃」があり、ゴミまみれの改造人間となった貧保耐三に大ダメージを与えた。甲羅に閉じこもって身を守る能力も持っている。後にドクター・モオに報復して情けない改造人間にした。
ウル茶魔マン / チャッパマン
『ウルトラマン』を外見のモデルとしたパロディ。必殺技は、へけけ笑いが止まらなくなる光線「ヘケシウム光線」、自身にも危険が及ぶため滅多に使わない「ウル茶魔へぽーん攻撃」など。茶魔の妄想の存在ではあるが「ウラシマン・タロウ」（『ウルトラマンタロウ』のパロディ）も存在する。
アニメ版では、デザインが異なり、名前もチャッパマンに変更された。
茶ーミネーター
茶魔が未来の世界の技術力を使い、サイボーグ化した姿。『ターミネーター』のパロディである。
体に様々な武器（金品）を搭載しているが攻撃を受けるとすぐ体がバラバラになる為、その都度その場で応急修理を受ける必要がある。
袋小路に仕返しするためにこの姿となり、最終的にはあまりの弱さに同情した柿野たちが袋小路を抑えている間、唯一動けるチンコ部分のおしっこ攻撃（アニメ版では右手のデコピン）を成功させたことに満足し、元の身体に戻った。
御坊茶魔美
ちんこが取れて女になったときの茶魔。作中では2回茶魔美になっている。なぜか袋小路の異性の志向に合致するらしく惚れられている。

柿野修平（かきの しゅうへい）
声 - 佐々木望
田園調布学園初等部5年生。一般家庭の子供（ただし田園調布学園に通えるぐらいには裕福）。
真面目で優しく、正義感も強い。時折物語の締めで詩的な発言をすることから、地球王編では沙麻代（アニメ版では茶魔）から詩人が向いていると言われたことがある。将来の夢は父と同様にサラリーマン。好きな食べ物はハンバーグ。月のお小遣いは1500円。
茶魔が田園調布学園に転校してきた日の帰り道、ピエールを助けたことがきっかけで茶魔の転校先でのともだちんこ第1号となり、さらにはお金抜きでのともだちんこ第1号にもなる。茶魔のことは最初は「おぼっちゃまくん」と呼んでいたが途中からは「茶魔」と呼ぶようになった。アニメ版では「おぼっちゃまくん」で呼ぶことが多いが稀に「茶魔」と呼ぶこともある。茶魔に振り回されながらも茶魔をサポートするなど優しい性格。優しい性格ではあるが、茶魔の出過ぎた行為に本気で激怒し、（おぼっちゃまくんなんか、ともだちんこなんかじゃない！）と本気で怒り、手を挙げてしまったことがある。何度か茶魔とは大喧嘩をしているがそのたびに仲直りし、絆を深めており、茶魔とはさまよや袋小路以上に腐れ縁となっている。
沙麻代に対しては、当初からある程度の好意を受け、まんざらでもない態度を見せていたが、のちに美少女や美人に対しても好意を寄せるなど、ミーハーな一面も見せることとなる。
小林の別の作品『ろまんちっく牛ノ介』にも高校生の姿で主人公の友人として登場する(スターシステムの一種であるパラレル設定)
御嬢沙麻代（おじょう さまよ）
声 - 川村万梨阿
田園調布学園初等部5年生。御嬢商事のお嬢様であり、帰国子女。最初はかなりキツい性格だったが次第に性格が丸くなり茶魔とも普通に友達として付き合うようになる。一緒に登下校していることも多い。一度茶魔によって（さまよロボット）を大量に作られさまよ自ら一体のロボットを助けたことから仲良くなったことがある。
100人いる茶魔の許婚（いいなケツ）の1人で最有力候補の美少女。勝ち気でやや高飛車な面があるが周りの意見や空気にあまり、左右されず、自分を強く持っている。
5年ぶりに日本に帰国し、田園調布学園に通うようになる。実際に茶魔と対面するも彼の容姿や下品さに失望。代わりに柿野にベタ惚れするも茶魔の雄姿（自作自演によるもの）を見たことで茶魔のことを一応は見直した。
現在も柿野とは少し恋人的なところをかもし出している関係。
袋小路金満（ふくろこうじ かねみつ）
声 - 青木和代
田園調布学園初等部5年生。御坊家に並ぶ財を一代で築いた大金持ち、袋小路家の子息。
大金持ちであることを鼻にかけた嫌な性格であるが親分肌な面も見られる。スポーツも得意だが勉強は苦手。金玉が普通の子供より小さいことがコンプレックス。血液型O型。小林曰く、ライブドアの堀江貴文とキャラクターが重なるとのこと。
転校初日、茶魔に金持ちのスケールの差で負かされたことから彼をライバル視しており、嫌がらせを行うことも少なくない。一方、富豪同士である茶魔とは仲良くしていることも多く、気が合うことも多い。
英一助（えい いちすけ）と美井二助（びい にすけ）という同級生を従者（2人の親族も代々袋小路家の従者）として連れている。
メインキャラであるにもかかわらず人気投票で37位であり、作中でもそのことを気にする言動を発している（通常、アニメでは原作での人気投票の結果に触れることはないが、そのあまりの順位の低さから、アニメでも自身の人気投票結果について触れていた）
「コロコロアニキ」のリメイク読み切りではリーマンショックの影響で家の事業が破綻し貧乏になってしまったという設定になっていたが「小説幻冬」の連載ではその設定は継承されていない。
貧保耐三（びんぼ たいぞう）
声 - 松本梨香
田園調布学園初等部5年生。元上流家庭のおぼっちゃまで現在は貧ぼっちゃま（びんぼっちゃま）の愛称を持つ。
破産する前の父が学園に多大な貢献をした為、田園調布学園に通えることになり、転校してきた。自宅は大きな門があり、立派なように見えるが実際には書き割りであり、その裏の木の上に小屋を作って一家で住んでいる。トイレは木の上から行い、そこからの排泄物で木の養分として、葉っぱで尻を拭く。
ピッチリとした七三分けの髪型と前半分しかない衣服がトレードマーク。前だけでも正装をしようというポリシーだが海パンやまわしでさえ、前半分しか着けず、いつも尻が丸出しである。プライドがなくなった時は葉っぱで尻を隠していた。
元上流家庭のプライドを今でも持ち続けており、生活のためにバイトや金目のもの（現金には然程興味を示さない）を集め続ける逞しさを持ち、絵も上手い。一方で大金を拾って贅沢したり（とはいってもかけそばを食べることであったが）、記憶喪失になった茶魔と北海道で出会い、10億もの懸賞金がかけられていることを知った時にはお金目当てで連れ帰ろうとしたこともあるが最終的に損得抜きで友情を取った。プライドが高く意地っ張りであるためか茶魔が豪華なプレゼントをあげようとしても受け取ろうとしない（ただし食べ物を除く）。貧保兄弟全員に言えることだがとてつもない悪食であり、昆虫や樹液も食する。口癖は「おちぶれても元上流家庭」「おちぶれてすまん」

## 御坊家

### 直属関係
御坊亀光（おぼう かめみつ）
声 - 銀河万丈
御坊家第998代当主。御坊財閥の総帥で茶魔の父親。
御坊家は茶魔系の顔と亀光系の顔が交互に現れて（奇数の代が茶魔の顔で偶数の代が亀光の顔）おり、亀光系は凛々しい顔つきで現在の当主である亀光自身は屈強な身体と立派な髭も特徴。役員報酬は月10億円。その一言は世界経済を動かすとまで言われている。
茶魔曰く「よーしゃなく、きびしか人」で本人も一人息子に厳しく接しているつもりだが傍目には溺愛して甘やかしているようにしか見えない。茶魔を（茶魔リン）などと呼ぶことも。舌をなめあう「ペロペロ」はその最たるもの。一方で「しりクリーンは大成功」（単行本第13巻収録）にて、御坊家の掟として、茶魔を全裸にして家から追い出す等、掛け値なしに厳格な態度を取ることもある。茶魔に危険が迫った際は身を挺して守ったり、和貴子の面影を求めて、ナーバスになった茶魔に対しては自慢の髭を剃り落として自ら和貴子になりきろうとする等、茶魔への愛情は非常に強い。乳母からは亀光ちゃまと呼ばれている。
アニメ版第272話で描かれた少年時代は柿野のような風貌の少年であり、タイムスリップしてきた茶魔と仲良くなった後、茶魔のおかげで幼なじみの和貴子と両想いになることが出来た。
父（茶魔にとっては祖父）・茶麻呂の遺言は絶対であるという御坊家のしきたりから、原作終盤で幼馴染みの美々美と再婚しているが元々再婚には乗り気ではなく、後に別居した。
御坊和貴子（おぼう わきこ）
声 - 一城みゆ希（オープニングのナレーションも担当）
茶魔の母親。
和服の美女で幼い茶魔を甘やかす亀光とは対照的に躾に心を砕いていた。
茶魔が7歳の頃に病死しており、洋式トイレの間には肖像画が飾られている。
SF色の強いエピソードではタイムスリップしてきた息子と出会っていたり、夫や息子の危機に際して、残留思念のような形で登場。
アニメ版では出番が増えており、第272話では亀光とは幼なじみであることが描かれた。また、第199話では一晩だけだが現世に降り立ち、茶魔とひと時を過ごした後、夫子に見送られながら天国に帰っていった。

### 隣接関係
爺屋 忠左衛門（じいや ちゅうざえもん）
声 - 田原アルノ
代々御坊家に仕える執事。
「忠左衛門」の名は世襲制で彼の先祖も同じ名を名乗っている。涙もろい人物だが御坊家になくてはならない人物。亀光の少年時代から茶魔に至るまでほぼ無休暇で献身的に世話を焼いている。
一度休暇をもらった事があったが、その不在の結果、茶魔はおろか、亀光までパニックに陥るほどであった。しかし、当の本人は執事としての仕事をする事に幸福を見出している。現在は温和で優しい性格になっているが、かつては血気盛んな性格で少年時代の亀光も怖いと言うほどだった。御坊親子の最大の理解者でもあり、美々美の事をあまり良く思っていない。
アニメ版第272話で描かれた若き日は現在とは打って変わって、厳しい人物であり、少年時代の亀光は頭が上がらなかった。
アニメ版第196話では茶魔が生まれる前に病死した妻・爺屋タエが登場。じいの愛用の白いハンカチはタエの形見であることも語られた。
美々美（みみみ）
亀光の幼馴染み。幼い頃は美少女で亀光も再会を楽しみにしていたが、今となってはほんの少しの面影を残すだけの不美人。茶魔の祖父の遺言を盾に亀光と強引に再婚を果たす。
自らが育てているヒヒのヒヒノ介を「茶魔の弟」として可愛がるように要求したり、かんしゃくを起こすと奇声を発したりするヒステリックな性格だが、実は存命中の和貴子が口にした「茶魔に弟を作ってあげたかった」という遺志を受け継いでいる母性の強い人物でもあり、身を挺して大型洋式便器に落ちた茶魔を助けたり、再婚に納得しない茶魔が家出した際には家出先の公園で待つなど思いやりのある行動を見せている。
後にヒヒノ介と共にアフリカに移住した。
ヒヒノ介（ヒヒノすけ）
美々美が連れて来たヒヒ。「茶魔の弟」として扱うように美々美が要求し、御坊家の人々を困惑させる。茶魔は弟と認めていないため、嫌っており、時々動物園などに捨てにいったりしているが、すぐに帰ってきてしまう。人の言葉を発する事は出来ないが、ワープロを用いて意思疎通をすることもある。最後は野生のヒヒの群れの中に戻っていった。
メカ茶魔
茶魔そっくりに作られたロボット。
茶魔がアラン・ノロンと共に火葬されて死亡（実際は生存）したショックで発狂した亀光を救うために御坊家が開発。本物の茶魔の分も可愛がられるが本物の茶魔が帰ってきたことにより、偽物として廃棄されてしまう。
ある業者に拾われ、交通整理用ロボットとして生活していたが御坊親子の姿を見たことで亀光への復讐を決意。そのために茶魔を誘拐する。メカ父に姿を変えた亀光に倒され、頭部だけとなりながらも生き延び、茶魔を利用して、巨大メカ茶魔を製作。亀光が操縦する巨大メカ父と交戦し、巨大メカ茶魔と共に溶岩へ転落。その中で彼を安易に廃棄してしまったことを謝罪した亀光と和解し、茶魔に亀光を託して脱出させ、自身は溶岩の中へ消えていった。このことに茶魔は「あいつもお父ちゃまのことが好きだった」柿野は「好きは嫌いの裏返しでもあるんだ」と口にした。

### 乗亀隊と亀軍団
茶魔を乗せて走る亀の精鋭部隊。おこづかいは月2,000円。乗亀隊は御坊家の亀達の憧れとなっている。茶魔が初登場したときは、ムチを持って亀に乗っていた。彼らの名前は全てフランス語由来で、これは小林が福岡大学人文学部フランス語学科卒業だった影響から。乗亀隊は物語開始からしばらくの間はピエールが中心となって活動していたが、ベルモン太が乗亀隊に入ってからは彼がピエールに変わって中心となり活動するようになった。話してはいるが茶魔たち人間には亀の鳴き声にしか通じていない。長老だけは例外。
ピエール
声 - 林玉緒
乗亀隊のリーダー的存在である緑の雄亀。ガラパゴス諸島出身。「弱虫のピエール」として仲間にもいじめられているが、優しさもある亀。ピエールを捕まえていじめていた袋小路を逆に助けるなどの活躍も見せた。卵から孵化してすぐ鳥に襲われそうになったところ、茶魔に助けられ、その恩で日本にやって来た。カトリ―ヌに憧れている。
カトリーヌ
声 - 白鳥由里
乗亀隊のサブリーダー的存在で桃色の雌亀。
アラン・ノロン
乗亀隊のメンバーで老亀。パリ出身。
袋小路が最強のペットとして連れて来たプロレスラー・ジャントニオ猪場と闘い勝利するが猪場の16文キックのダメージを感じるまで時間がかかり、柿野に反応が鈍いと比喩された。
「茶魔VSメカ茶魔」において、老衰で永眠。茶魔はアラン・ノロンとの最後の思い出として、アラン・ノロンと同じ棺で一夜を過ごした後、アラン・ノロンと出会ったパリに赴くもそのことを告げずにいた為、アラン・ノロンと共に火葬されて死亡したと勘違いされ、メカ茶魔事件が起きてしまう。
アンリ
乗亀隊のメンバー。
高齢による衰えを理由に辞表を提出し、乗亀隊を引退する。
ベルモン太
声 - 伊倉一恵
引退したアンリ（アニメ版ではソクラテス）に代わって、選考試験で乗亀隊に抜擢されたモヒカンヘアーの黄色亀。不良に虐められているところを茶魔に助けられてから茶魔の亀になる。
1時間ほどで地球を1周するスピードを持つが選考試験の際に嬉しさのあまり茶魔を振り落とす等、あわて者な面が玉に瑕。
「影茶魔の逆襲」では伝達と共に流刑島を脱出した茶魔を他の亀たちと共に救出している。茶魔のことが大好き。
ミッシェル、クロード、ジュヌヴィエーヴ、ボナバルタン、フランソワ、アレキサンダー
乗亀隊のメンバー。
ビガロ、ベイダー、ノートン、ヒガンテ、レイガンス
影茶魔の乗亀隊であるブラック・タートルズの黒い亀たち。全部で7匹だがその内の2匹の名前は不明。
ガブラー
影茶魔が用意した人食い亀。
鉄の檻を食いやぶれる程の牙の持ち主で非常に獰猛で食欲も激しい。
あばれガメ・ロデオ大会にちん仮面状態の茶魔が出場していることを知った影茶魔が茶魔を倒すために茶魔に使わせ、影茶魔の合図で茶魔の足に噛みつくも茶魔のへー国道でダメージを受けてしまう。そのことに怒り、顔に噛みつくがちん仮面の仮面に守られていたためにダメージを与えられなかった上、ちん仮面が壊れたことで茶魔は本来の顔に戻ることが出来た。最終的には乗亀隊に倒される。

### お助け軍団
御坊家に仕え、茶魔を手助けするための様々な特殊能力を持った人々の総称。準レギュラー化しているキャラから、1コマしか登場しないキャラまでいる。月給は一律100万円。
通掛聞造（とおりがかり きくぞう）
声 - 小出和明
全宇宙の地理に詳しく予知能力を誇っているのではないかとされている。モデルは初代林家木久蔵。足の小指が茶魔と運命の糸でつながっているため、茶魔が迷子になるとどんな場所にも偶然通りがかり、道を教える。「御坊家のあの世の人に偶然通り掛かって800年」の通掛霊造（れいぞう）という先祖（霊魂）と、通掛聞未（きくみ）という子孫がいるが、皆そっくりな顔をしている。
怖賀リータ（こわが リータ）
声 - 鈴木清信
思い切り怖がることで怖さを払拭してくれるオカマ。普段は化粧をしているが、化粧を落としたり身内を前にすると男に戻る。「角刈（かくが）リータ」や「暑賀（あつが）リータ」など複数のいとこが登場する。それらのいとこが一斉に集まると集団ヒステリーに陥り、数日間は戻らない。亀光が母親に化けようとした際にメイクを担当している。妹は悪役プロレスラーで強面だが、兄には頭が上がらない。
シンパイダーマン
声 - 坂東尚樹
スパイダーマンのパロディ。高いところに登って心配し、スパイ活動も行う。
亀長老（かめちょうろう）
声 - 松尾銀三
御坊家で飼われている亀の長老。一万年も生きており、人間の言葉を話せる。
用事伝達（ようじ でんたつ）
声 - 西原久美子
どんな用事でも正確に伝える幼稚園児。一種の予知能力を持っており、用事を伝えるべき相手を絶対に間違えない能力を持つ（分身の術を使う忍者と戦った際、術に惑わされることなく本体に茶魔の手紙を届けたこともある。その手紙の内容も、「（分身を）見破ったぶぁい！」という伝達の能力を信用したもの）。一家は普段は御坊家の敷地内に住んでいるが、訓練で勘を冴えさせるために伝達には内緒でいつも住居を引っ越している。両親はそれぞれ六つ子で、父の名は一達（いったつ）、母の名は一子（いちこ）。各6人の中から本物の両親を当てるのも、人を探す訓練の一環になっている。
影茶魔編ではその能力を危険視した影茶魔により、茶魔と同じ流刑島に収監されるが両手の全ての爪が剥がれてもなお抜け穴を掘り続けるなどの辛苦の末、柿野からの預かり物（ベルモン太）を届け茶魔の脱走を成功させた。アニメ版では足枷を外した茶魔と一緒に逃げる最中、看守たちにマシンガンで撃たれて重傷を負ったかと思われたが、転んで足を擦り剥いた軽傷という思わせぶりな態度を取っていた。
影茶魔（かげちゃま）
声 - 横山智佐
御坊家の影武者の一族の出身で茶魔の影武者。
容貌はやや強面で体毛の色は緑。茶魔同様に乗亀を得意としている上、運動神経と頭脳は茶魔を遥かに凌駕している。
当初は茶魔に忠実だったが沙麻代に惚れたこととうんこの付いたパンツを交換させられたことで反乱を起こして、茶魔を倒し、茶魔を「反乱を起こした影茶魔」とすることに成功。茶魔に仮面を付けて、ちん仮面とした状態で監獄の島に収監した。茶魔に成り代わって以降は沙麻代以外の人間を見下すようになり、自分に逆らったことと能力を危険視したことから伝達を流刑島に収監したり、びんぼっちゃまの態度が気にいらないという理由だけで配下に彼を集団リンチさせる。脱獄した茶魔との戦いでは圧倒しながらもへー国道脱糞サイクロン（アニメ版ではウルトラサイクロンへー国道）を受けて敗北。自身の反乱が公になってしまうと一族から追放されそうになるが茶魔に優秀さを改めて認められたことで許され、茶魔の影武者に復帰し、ともだちんこにもなる。
「家宝豆のひみつの巻」に再登場した際には茶魔への敵意は健在ゆえにタメ口を聞いていたが影武者としての務めを果たし、茶魔と亀光の親子の絆の強さを改めて認めた。
アニメオリジナル回の第162話ではモオに捕らわれた茶魔を救出すべく、伝達と共にモオのアジトに向かい、伝達が死んでしまった茶魔を現世に連れ戻しに行っている間、時間稼ぎを行う。アニメ版では茶魔と完全に和解した為、茶魔に敬語を使っており、茶魔が脱出のためにウルトラサイクロンへー国道を使用する際にはその技のことに触れている。
アニメ版での声優が横山に決まった理由は一時期、産休の神代の代役を務めた横山に対して、当時のスタッフが感謝の念を込めたものとされている。
身我割成高（みがわり なりたか）
茶魔の影武者で主に茶魔の代わりに暴力に耐えたりする。顔と体形は茶魔に一見似ているが、筋骨隆々で顔も厳つい。茶魔と共に教室内までについて来る時があるが、戦闘時には加戦しない。茶魔に代わって絶交仮面になった事もある。
名乗出升雄（なのりで ますお）
他人の罪をかぶって名乗り出て50年、じっと耐える人情の男。袋小路がニセモノのお助け軍団員に扮して御坊家に潜入した際、その悪事を全てかぶって「私が犯人です！」と名乗り出、その高潔な姿で袋小路を大いに改心させた。しかし、それ以後は性質を逆手に取ったギャグキャラとなり、名乗り出たために逆に茶魔が疑われたり、暴漢に名乗りを無視されて殴り倒されたりと、悲惨な扱いが続いた。
成桐満寿夫（なりきり ますお）
声 - 柳沢三千代
アニメ第84話「潜入指令！オーディションでこんばんワイン」（1991年1月12日放送）に登場。ものまねの名人である。お助け軍団オーディションに合格し、お助け軍団の一員になった。実はドクター・モオの部下で、茶魔に変装し、亀光を騙してこんばんワインを潜水艦でモオ達のいるハワイ沖まで運んだ。モオは「こんばんワイン爆弾」で、追ってきた茶魔たちの乗っている軍艦を狙うが、満寿夫に阻止され、怒ったモオは満寿夫を海に放り出してしまう。その後、満寿夫は軍艦に救出され、許してくれた亀光に「なんて容赦なく大きなお人なんだ」と心を打たれる。
いたらきんちゃん
いたらきを配って50年。すっかり年老いてしまった。常に持ち続けているわけではなく、茶魔が食べたいと思っていた種類をきらしてしまった事もある。年齢のことを指摘すると誰であろうと激怒する。
マッサージ元帥
御坊家専属の老人マッサージ師。茶魔や亀光に呼ばれるとすぐに駆けつけマッサージをする。常にコーンパイプを銜えてサングラスをかけ、軍服と御坊家の亀の家紋の付いた元帥制帽を着用している。モデルは元GHQ最高司令官のダグラス・マッカーサー（マッカーサー元帥）。
ツノ自衛隊
茶魔のツノを外敵から防衛することを目的とする自衛隊。陸・海・空と存在し、それぞれが小型の戦車、潜水艦、戦闘機に搭乗している。合言葉は真珠湾攻撃の際の作戦成功打電「トラ・トラ・トラ」をもじった「ツノ・ツノ・ツノ!」。
宮本蚊鳥（みやもと かとり）
原作第43話に登場。居合抜きの達人。秋から春にかけて武者修行として全国を巡り、夏に御坊家に戻り、茶魔の周辺にたかる蚊を箸で捕える。一方で捕獲時の気合いの声は静かな夕涼みを好む茶魔にとっては厄介なものとなっている。モデルは宮本武蔵。
配達田夫妻（くばるたふさい）
御坊家の郵便物を管理している老夫婦。読者が投稿した茶魔語やお助け軍団を紹介するコーナーに初期の頃登場し、原作本編やアニメには登場していない。後に『コロコロコミック』誌上でお助け軍団の人気投票が行われた際は、作者の小林よしのりにも忘れ去られていた。
便ジョンソン（べんじょんそん） / ションベンソン
元陸上選手。原作での名前は便ジョンソン。アニメ版での名前はションベンソン。
世界新記録を達成しながらもドーピングを行ったことが判明したために信用が低下。100m走と国語のテストで2回もドーピングを行ったことで皆の怒りを買った茶魔と行動を共にし、茶魔を乗せて、皆から素早く逃げ回ったことから、逃げ足の便として、お助け軍団の一員となった。
アニメ版ではお助け軍団の一員にはならず、茶魔は和貴子の幻影に論されたことで頭を丸めたことにより、皆に許してもらった。
コロコロコミックの読者からのお助け軍団新メンバーのアイデア募集での投稿された内容では、茶魔がトイレを我慢できなくなった時におまるを持って駆けつけるという役目だった。
可憐田目久郎（かれんだ めくろう）
様々なカレンダーを纏った男性。70歳。
「彼はいますか」を合図に「んだ」の掛け声で現れる。

### 御坊家の先祖・子孫とその近隣キャラ
チャマ・サピエンス
御坊家の初代当主とされている、壁画に描かれた原始人。その時代では彼の一族の持っている亀（お亀と称されている）がお金の代わりになっていて、亀を多く持つ者が一族の上位の地位にいる。
チャマン・カーメン
声 - 茶風林
ツタンカーメンのパロディー。3400年ほど前の御坊家の先祖。遺体は御坊家の敷地内にあるピラミッド式の墓の底に眠っていて、御坊家の末裔でしか甦らせる事が出来ない。その方法はなぜかインスタントラーメンに近い。
チャカ
釈迦のパロディ。2500年ほど前の先祖。ブっ教を唱え、人々にオナラをする事を教唆した。
茶魔呼 （ちゃまこ）
卑弥呼のパロディ。1800年ほど前の先祖で、占いで人々に指示していた。
僧空亀（そう くうかめ）
空海のパロディ。1200年ほど前の平安時代の先祖で僧侶である。
チャンシー
声 - 水谷優子
キョンシーのパロディーの先祖。生前時期は不明。中国に渡り、そのまま日本に帰国することなく死去し、遺体は日本へ帰国したと言われている。遺体は御坊家の敷地内にある雑木林の山の中に眠っている。霊は普段は地獄にいる。何故か再登場時服装が変更されており、フクロンシーと激闘を見せた。

御坊茶魔朝（おぼう ちゃまとも）
源頼朝のパロディ。800年ほど前の平安時代の武将。
レオナルド・チャ・ビンチ
レオナルド・ダ・ビンチのパロディー版。500年ほど前に西洋で絵画・彫刻・建築などを手掛けた。茶魔の直属の祖先かは不明。
御坊信茶魔（おぼう のぶちゃま）
織田信長のパロディー版。450年ほど前の戦国時代の武将。
御坊茶魔継（おぼう ちゃまつぐ）
徳川家継のパロディ。300年ほど前の江戸時代の先祖。5歳で御坊家の当主となった。貧乏揺すりが癖で、それがきっかけで周囲の町に大火災を引き起こした。
御坊茶魔之進（おぼう ちゃまのしん）
御坊家989代当主。通称「若ちゃま」。生前時は江戸時代でお城の生活に飽き、下々の暮らしを見るために飛脚に扮して城下へ繰り出して一騒動起こしたりと、やる事は茶魔と変わっていない。死に際に好物であるイタダキを食べられずに亡くなったため、魂は残存食欲の森で彷徨っていたが、茶魔があの世に行きいたらきを食べさせたことにより成仏した。
チャンデルセン
ハンス・クリスチャン・アンデルセンのパロディー版。150年ほど前にデンマークで「人魚姫」・「裸の王様」・「マッチ売りの少女」などを書いた。茶魔の直属の祖先かは不明。
リンチャーン
エイブラハム・リンカーンのパロディー版。130年ほど前にアメリカ合衆国で黒人奴隷解放令と唱えた。茶魔の直属の祖先かは不明。
御坊茶魔康 (おぼう ちゃまやす)
御坊家993代当主。徳川家康のパロディー版。肖像画のみ登場。
御坊亀頼 (おぼう かめより)
御坊家994代当主。亀蔵の祖父で、茶魔の5世代前の先祖。肖像画のみ登場。
御坊亀蔵 (おぼう かめぞう)
御坊家996代当主。茶麻呂の父で、亀光の祖父、茶魔の曽祖父に当たる。肖像画のみ登場しており、亀光と瓜二つで、毛色は灰色。
御坊茶麻呂（おぼう ちゃまろ）
御坊家997代当主。亀光の父で、茶魔の祖父に当たる。写真と遺言シーン(「小説幻冬」のリメイク版では健在という設定になり、いずれも無かったことになっている)のみでの登場で「小説幻冬」のリメイク版で初登場。かつて御坊家は伊勢志摩にも広大な土地を持っていたが、彼の代になって地元民に無償で分け与えたため、今でも土地の人は御坊家を慕い、茶魔たちが別荘へ訪れると熱烈な歓迎式典が行われる。亀光に美々美と結婚する事を遺言として命じている(リメイク版では健在のため遺言自体存在しない)。現在は博多湾にある離島「鬼牙島」で隠居生活を送っている。妻のウメも健在で、しょっちゅうのろけて孫の茶魔をいらつかせるなど、夫婦仲は未だ熱い。
御坊茶魔シロー
茶魔の子孫に当たる、世紀末の御坊家当主。友駄珍拳という拳法の使い手で、この拳法で世の悪党たちを成敗している。モデルは『北斗の拳』のケンシロウ。
未来じい
かなり未来の世界から来た、じいやの子孫。タイムマシンを使って、あらゆる時代の御坊一族をあらゆる時代の袋小路一族から守る事を任務としている。現代の茶魔を茶ーミネーターに改造したのも彼である。

## 柿野家
柿野の父
柿野の父親。書店勤務のサラリーマン。
柿野の母
柿野の母親。専業主婦。

## 御嬢家
沙麻代の父
沙麻代の父親。御嬢商事の社長。
アニメ版第204話では仕事にかまけてばかりで娘に寂しい思いをさせていたが御坊親子の姿を見て、考えを改めるも亀光のようになろうとした為、沙麻代に恥ずかしがられた。
沙麻代の母
沙麻代の母親、専業主婦。

## 袋小路家
袋小路の父
袋小路の父親。一代で財を成した袋小路家の現当主。亀光同様息子に甘くわがままな願いでも金に糸目を付けず叶えている。
袋小路の母
袋小路の母親。存在のみ語られているだけで未登場。

## 貧保家
貧ぼっちゃまの父
貧ぼっちゃまの父親。貧保家の前当主。
事業に失敗した後、家にある埃を息子たちに集めさせて、それを金庫に入れると「我が一家に残ったのは誇りだけ、プライドだけだ。辛くなったら、金庫の中の埃を見て、それを思い出せ」と教えた。
本連載時は死去したとされていたが小説幻冬のリメイク版では存命であるとされた。貧保家の再興のためあらゆる場所を飛び回っているが、金銭トラブルなどで田分らから恨みを買い、命を狙われている。
貧ぼっちゃまの母
貧ぼっちゃまの母親。
病気で寝込んでおり、貧ぼっちゃまの転校初日、借金取りに襲われたことがショックで亡くなってしまうも茶魔の案により、御坊家の科学力でアンドロイド（劇中ではサイボーグと称された）のサイボーグ母ちゃまとして復活を果たす（途中から登場しなくなる）。
アニメ版では初登場時点で故人であり、肖像画が借金取りに壊されたことから、サイボーグ母ちゃま製作の流れとなった。第16話では失敗作の1号機と成功作の2号機の存在が語られ、茶魔が貧ぼっちゃまと入れ替わり生活を送っている最中、2号機が破損。一方、真相を知らない貧ぼっちゃまは御坊家のゴミ捨て場である底なし沼に廃棄された1号機を助けに行こうとして、底なし沼に沈みかけるも茶魔に助けられる。事件解決後、巨大な3号機が制作され、弟妹は喜ぶも貧ぼっちゃまには不服だった。第207話ではBCCの手で巨大改造され、暴れまわるも茶魔コップを初めとしたサイボーグチームの手で倒され、御坊家の手で修復されることになる。
貧保耐志（びんぼ たいし） 貧保耐吾（びんぼ たいご） 貧保耐六（びんぼ たいろく） 貧保麻美（びんぼ まみ） 貧保舞（びんぼ まい）
貧ぼっちゃまの3人の弟と2人の妹。長兄とは違い通常の着古しの服（但し下着は付けていない。茶魔が貧保家を訪れた時、茶間が下着を着ていることを羨んでいた。）。
貧ぼっちゃま同様に元上流家庭のプライドでたくましく生きており、悪食であることも同じ。

## 田園調布学園
茶魔たちが通う小学校。そのスパルタ教育から「田園恐怖学園」とも呼ばれている、という初期設定だったが、連載を重ねるごとにスパルタ教育的な描写が無くなり、校内行事がやたら大規模だったりする以外は、ごくまともな小学校として扱われている。制服があるが、茶魔、袋小路、貧ぼっちゃまは制服ではない服装で登校している。実在する大学や系列校、学校法人とは無関係（これらの学校が現在の校名になったのは連載終了後）。

### クラスメート
非弱井くん（ひよわいくん）
茶魔のクラスメート。とても体が弱く、ほんの些細な事でも大げさに倒れてしまう。
奈面菜洋（なめんな よう）
声 - 鈴木清信
田園調布学園の不良生徒。硬派を自称し、一人で中学生を倒すほど喧嘩も強い。一時不良に憧れた茶魔を仲間にする。兄は暴走族の総長。
卑怒井くん（ひどいくん）
いじめっ子キャラ。常に誰かを酷い目に遭わせているが、絶交仮面に化けた茶魔に敗北後、ほとんど登場せず。子分が二人いる。国語のテストで満点を取ったときにクラスメートから慕われたことがある（アニメ版では、袋小路の功績に変更）モデルはよしりん企画チーフアシの広井英雄（チーフヒロイ）。
英一助（えい いちすけ）
声 - 林玉緒
袋小路の子分。袋小路と共に転入し、両親ともに引っ越して来た。メガネをかけている。いじわるなくせに気が弱い。
美井二助（びい にすけ）声 - 水原リン（現：真山亜子）
袋小路の子分。袋小路と共に転入し、両親ともに引っ越して来た。キツネ目。いじわるな性格で茶魔によくいじわるをするが根は気が弱く小心者。
中山美亡子（なかやま みぼこ）声 - 松井菜桜子、吉田理保子
通称は美ボリン。沙麻代と同様に100人いる茶魔のいいなけつの一人で、彼女自身も茶魔に惚れているが、不美人であるため茶魔の方はその気は全くない。それでも美ボリンの熱心さに茶魔が惚れ直すこともある。巨体のために力も強く、茶魔チームの前に5人の敵精鋭が立ちはだかった時は、そのうち2人に勝利するなど大活躍。「どす恋!」が口癖であり京都出身。
甘江照輝（あまえ てるてる）
通称は「テルテル」で、 田園調布学園初等部の5年生。茶魔に負けないくらいの大金持ちである上、茶魔を超える甘えん坊で極度のマザコン。大柄な体形をしている割には弱虫・泣き虫・甘えん坊。常に母親と一緒にいて、母親とベロベロキスをよくしている。授業中に母親の乳を飲んだこともある。見た目や行動とは裏腹に成績は非常に優秀。コロコロコミックでの最終回のみに登場。
若大将（わかだい まさる）
声 - 堀川りょう
田園調布学園の人気者で美少年。運動会のマラソンで沙麻代を賭けて茶魔と勝負したはずが、実は同性愛者で茶魔の方に惚れていた。
大亀津依奈（おおがめついな）
声 - 佐々木るん
柿野の親戚の女の子。大阪出身であるためか、関西弁を喋る。見た目は可愛らしいのだが、本性はとんでもない金の亡者であり、一目惚れした茶魔ですら辟易するほど。最初は茶魔を嫌っていたが、金持ちの御曹司だと分かるや否や寄り添うようになった。初登場回以降大阪に帰ったはずだが、「仮面茶魔ダー」のエピソードでは、ドクター・モオの手によって改造人間にされていた。
折目正（おりめ ただし）
声 - 塩屋翼
品と礼儀を重んじる律儀で極端に生真面目な生徒。茶魔に礼儀と品を教える。口癖は「下品でござそうろう!!」。
肉金丼斗（にくがね どんと）
鹿児島弁を喋る巨体の転校生。両親との3人家族。かつては痩躯だったが、父親が強盗に大金（宝くじで当てた）を奪われた事件を契機に、腕力と小銭に執着するようになる。拾った小銭を自らの肉体へ挟みこんで貯金する「肉金貯金」を日課にしている。貯金は小銭のみで札は強盗の事を思い出す為、拾っても警察に届ける。ただいくら小銭を必死に貯めこんでも募金活動（少年少女が行っていると特に）には弱くすぐに全額寄付してしまう習性もある。茶魔の玉金力を知ってからは、彼に弟子入りする。
伏身床くん（ふせみとこくん）
非弱井くんをも上回る痩身とたらこ唇が特徴で、常に具合が悪く寝込んでいる。

### 教師
昴田怒留（すばるた どなる）
声 - 広瀬正志（第1 - 85話）→笹岡繁蔵（第86話以降）
5年3組の担任教師。強面でお坊ちゃまでも例外なく厳しくしごくスパルタ教育がモットー。体罰（特に尻を叩くこと）に生きがいを感じて愉悦の笑みを浮かべるなど人格を疑う描写が多く、越権と見られる行動（身体測定時に万力を使う、医師や看護師でもないのに注射（4 - 5連の特製注射器）を射つ、生徒の髪の毛が長いからといって勝手に切るなど）も多々見られる。しかし、自分を見殺しにしようとした茶魔を助けて淡々と指導してやるなど、度量の大きな一面も垣間見せる。茶魔が転校してきて以来、彼に振り回されるイジられ役へとキャラが移行、次第に体罰的な行為は減少していき、いかつい面相以外は普通の教師となっていった。
家族は妻の美佐子と太郎と花子という一男一女。それに実母との5人家族。茶魔や亀光の手で家族を懐柔されたこともあった。顔のせいで誤認逮捕されたことがある。
玉乃腰艶子（たまのこし つやこ）
声 - 渕崎ゆり子
5年3組の副担任に就任する。自他共に認める美人教師で、美貌で男子達を虜にしており女子（特に沙麻代）からは嫌われている。自身が美人であることを何かと主張するなど、自己陶酔している。幼少時の貧しさから、日本一の玉の輿に乗る事を夢見ている。怒玉勝割とも仲が悪い。亀光とは一時期相思相愛であったが、遺言により美々美と亀光が結婚したために関係を発展させる事ができずに終わる。
家族に関しては、父親は飲んだくれかつ家庭内暴力を奮うDV夫、母親は父の分まで愛情を持って育ててくれたが亡くなってしまう。

## 茶魔の近隣

### 袋小路家の先祖・子孫
フクロコージ
チャマ・サピエンスの一族と敵対している蛮族。リーダーは金満そっくりの顔をしている。
フクロンシー
袋小路がチャンシーに対抗するために、墓場から発掘した祖先の霊。格好は普通の日本の死に装束。チャンシーとの対決中に茶魔を地獄へ連れて行くが、チャンシーによって茶魔は現世に戻れた。
袋小僧（ふくろこぞう）
鼠小僧のパロディーである、袋小路金満の祖先。昼間は亀回しの芸人をしているが、夜になると盗みを働く。飛脚に変装した茶魔之進に出会って盗みの手伝いをさせようとするが、逆に捕まってしまい、茶魔之進の正体を知った後で「『盗まれ蔵』の物だけなら盗んでもいい」と言われる。
袋小路金王
世紀末を支配する暴君で、袋小路金満の子孫らしい。袋神拳という拳法を使い、人々を恐怖に陥れていた。最後は茶魔シローの「さいならっきょ」で倒された。モデルは『北斗の拳』のラオウ。

### 怒玉家
怒玉勝悪（どたま かちわる）
声 - 玄田哲章
柿野、沙麻代、袋小路の通う怒玉塾（途中から茶魔も通うように）の塾頭。物凄い強面であり、茶魔は勝悪を一目見ただけで「絶対にしゃからいましぇん！（逆らいません！）」「しゃからって（逆らって）たまるもんでしゅかっ！」などと、まだ初対面で何もされていないのに泣きながら絶対服従を決意してしまった。しかし、話し方はオカマ口調である。必ず成績が上がる代わりに、昴田先生を越える超恐怖授業を行い、怒らせると、「ど・た・ま・かちわるどー!」の掛け声と共に、岩をも砕く頭突きが炸裂する。茶魔の金や艶子の色気を以てしても一切揺らがない堅物だが、非常にオシャレを好む一面があり、特に強い拘りを見せていた髭を剃られてしまった際には激怒した。頭頂にとぐろを巻いたうんこのような髪型をしており、亀光から「頭にウンコが乗ってますよ」と誤解されたことがある。人気投票でいきなり5位を獲得し、全員を驚愕させた。また、この時一度だけの登場だと言ってるが、幽霊のエピソードにも2コマだけ登場してるため正確には2度登場していた。
怒玉切多堂（どたま きれたど）
怒玉勝悪の弟。小さなおもちゃ工場を経営している。髪型も顔つきも兄に酷似しており、怒らせると「ど・た・ま・きれたどー!」と頭突きを食らわす。しかし兄と異なって経営センスに欠け、主力商品の鼻メガネが製造数以上に返品されるなど、窮乏の極みにある。後に茶魔のアイデア「クボちゃんセット」で経営危機を脱した。
怒玉理穂（どたま りほ）
怒玉切多度の娘で、怒玉運子の姉。父や妹とは似ていない美人である。財閥再建のため必死に働いている茶魔のことを密かに想っている。茶魔が工場を出ていく際には密かに涙を流し、最後は許婚（いいなケツ）のひとりとなった。
怒玉運子（どたま うんこ）
怒玉切多堂の娘で、怒玉理穂の妹。父親似の不美人のためか、茶魔に怪物と思われたこともあった。

## その他
ドクター・モオ
声 - 松尾銀三、玄田哲章
BCG（ブラック・チューシャ・グンダン）を率いるマッドサイエンティスト。名前通り、顔が牛に似ている。
様々な発明品で世界征服を目論むがその度に茶魔たちに阻止されている。語尾に「も～」を付ける。
映画007シリーズ第1作『007 ドクター・ノオ』に登場する悪役ジュリアス・ノオ博士とハーバート・ジョージ・ウェルズの小説『モロー博士の島』のモロー博士のパロディ。
007O（ダブルオーセブンオー）
声 - 伊倉一恵
ドクター・モオの手下の女性戦闘員。
中央アルプス行きの自家用列車に乗った茶魔に最終注射兵器のアンプルを託した刑事をサイレンサーで射殺した後、ウェイトレスになりすましてアンプルを預かった茶魔を針金入りのスパゲッティで絞殺しようとしたが、鼻に吸い込んだグリンピースを顔面に吹かれて油断した隙に柿野たちに取り押さえられ、茶魔に亀の甲羅の中に入れられ、「甲羅刑」を科せられて、ひっくり返されたら洗いざらい白状した。
茶魔たちが列車から降りて温泉に入った後、茶魔と合流して、雪山の中に建つドクター・モオの基地に潜入。茶魔がドクター・モオと戦って、基地を爆破し、亀の甲羅の中にこもって爆風の中から脱出したが茶魔だけ運悪く甲羅刑になったところをあざ笑った。
牛子（うしこ）
ドクター・モオの一人娘。醜い容姿。
モオが誘拐した沙麻代の髪の毛を組み込んだ放射線で世界中の女性を美女に変えて、男たちを堕落させた際、共に祝杯を挙げるがびんぼっちゃまの機転で牛子の髪の毛を組み込んだ放射線により、世界中の女性がブスに変えられたことで計画は失敗に終わる。
アニメ版には未登場で事件解決の一手は牛子ではなく、茶魔が用いられた。
クロちゃん
当時のコロコロのおぼっちゃまくん担当者。
生徒、泥棒、人面犬、サーカス団長など様々な役柄で登場。
クボちゃん
当時のコロコロのおぼっちゃまくん担当編集者。本名は久保雅一。
生徒役、一般人などで登場。誤植を頻繁にしていたため「おこっちゃまくん」でよく怒られていた。
伊勢志摩子 （いせ しまこ）
伊勢志摩に暮らす海女で小麦色の肌をした健康的な少女。茶魔のいいなけつの一人。
原作では初めから女性として登場したが、アニメでは最初「志摩」と名乗り、女性であることを隠していた。
294星人（ツクシ-）
ケンタウルス座アルファ294星のツクシ型異星人。
元は聖樹王の星のツクシ型移動植物が進化した存在だったが好戦的になったことから聖樹王に追放された過去を持つ。他の生物の表面に寄生することでその生物を操ることができる。毒を持つワニ型移動植物が唯一の弱点。
地球侵略のためのリーダーを育てるべく、地球に赴くもつくし拾い（アニメ版では放送時期の関係でセミの昆虫採集）に来ていた茶魔たちにリーダー候補の子供を見つけられてしまう。茶魔ごと子供を回収して撤退しようとするが茶魔救出のために攻撃を仕掛けてきた亀光に怒り、茶魔の代わりに亀光を連れ去る。本星での裁判において、亀光をブラックホールに落とす、四次元追放の刑を下す。刑執行直前、ワニ植物を手にした茶魔に妨害されるが6人の死刑執行人たちは亀光に寄生して、茶魔に反撃を行う。刑を終えた後は「地球でも大人に寄生して、子供をいじめ殺す」ことを決めるが亀光の捨て身の行動で自分たちがブラックホールに落とされてしまう。
その後、294星に赴いた茶魔たちに多くのワニ植物を配置されたことにより、他の星への侵略をやめることになった。
聖樹王（せいじゅおう）
移動植物と根動物の住む星のリーダー。
この星では動物が植物のように根を張り、植物が動物のように動き回っているのが特徴。過去に好戦的と化したツクシ星人を追放している。
アクシデントで不時着した茶魔一行からツクシ星人の侵略行為と亀光誘拐を知り、過去にツクシ星人を追放した責任を取るべく、茶魔一行に協力。自身の木の枝を伸ばして、オボーシャトルと行動を共にし、茶魔と亀光がブラックホールに落ちた際には周りの星にも木の枝を伸ばしていき、御坊親子をブラックホールから救い上げた。
よしりん
作者である小林よしのり本人。漫画内でも度々登場している。
人気投票では3位という結果になったのだが他のキャラクターたちから恨まれてしまう。